# حصة برما
حصة برما إحدى قرى مركز طنطا التابع لمحافظة الغربية بجمهورية مصر العربية.

## التاريخ
هي قرية قديمة اسمها الأصلي منية أبي الشماس، وذكرت في كتاب التحفة مع برما لاشتراكهما في السكن والزمام. فصلت القرية عن برما في 1275 هـ بعد موافقة الحكومة على فصل مساكن الأقباط.

## التعليم
تصل نسبة الأمية في القرية إلى 34.08% بين من تجاوزوا العاشرة من عمرهم، بينما تصل نسبة من حصلوا على تعليم جامعي إلى 3.36% من جملة السكان.

## السكان
بلغ عدد سكان حصة برما 7,001 نسمة حسب تقدير عام 2018. ذكر في تعداد 1986 أن ما يزيد عن خمس سكانها مسيحيين، يوجد بالقرية كنيسة مار جرجس وهي كنيسة فريدة إذ تتكون من مبنيان الأول يعود للقرن التاسع عشر والثاني أصغر من الأول ويقع في الركن البحري الشرقي منه.
| السنة  | 1882 | 1897 | 1907 | 1927 | 1947 | 1960 | 1976 | 1986 | 1996 | 2006  | 2018 |
| ------ | ---- | ---- | ---- | ---- | ---- | ---- | ---- | ---- | ---- | ----- | ---- |
| القرية | 1266 | 1951 | 3201 | 2063 | 2022 | 3645 | 4072 | 4896 | 6013 | 7,001 | 9589 |